# Lycke kyrka
Lycke kyrka är en kyrkobyggnad belägen i Kungälvs kommun. Den tillhör Lycke församling i Göteborgs stift och Svenska kyrkan. 

## Historia
Kyrkan grundlades den 14 maj 1826. Samma dag avkunnades tacksägelse över arvprinsens Carl Ludvig Eugens, sedermera Carl XV:s, födelse varför församlingen beslöt att kalla kyrkan Carl Ludvig Eugens kyrka, ett namn som dock sällan används. Den invigdes den 16 september 1827. En biskopsvisitation skedde dagen efter, av biskop Carl Fredrik af Wingård. Den stora sillperioden hade gjort att församlingen växt ur den äldre medeltida kyrkan på platsen, som revs 1826. De främsta förkämparna för byggandet av en större kyrka var godsägaren Kihlman på Tofta herrgård och prosten Sivertsson. 

### Takmålningar
Medeltidskyrkan hade takmålningar utförda 1731 av Albrecht Witt, som tidigare varit verksam i Harestads kyrka i Bohuslän. Av taket återanvändes nio bräder och sattes upp i kyrkstallets tak. De omhändertogs 1934 av Marstrands fornminnesförenings museum, men var de finns idag är obekant. Witt hade några år tidigare också målat altartavlan och predikstolen i kyrkan.  

## Kyrkobyggnaden
Byggnaden är uppförd av putsad granit och taket är täckt av tegel. Den är orienterad i norr–söder och det fyrkantiga tornet med lanternin är placerat mitt på västra långsidan. Det beror på att kyrkan ursprungligen byggdes som en så kallad tvärhuskyrka, en plantyp som fått sitt namn efter det i förhållande till tornet tvärställda långhuset. Ingången är genom tornet mitt emot det dåvarande koret på östra sidan som var försett med en altarpredikstol, med predikstolen placerad över altaret. Bakom koret låg sakristian. Åren 1879-83 skedde en genomgripande förändring av kyrkans interiör efter ett förslag av arkitekten Johan Fredrik Åbom då altare och predikstol skildes åt och altaret flyttades till norra kortväggen. Åbom ritade även den nya altaruppsatsen vars rektangulära mittfält var prytt av ett enkelt kors och ett strålkransomgivet Guds-öga. Kyrkan renoverades invändigt 1927 under ledning av länsarkitekten Allan Berglund. Bland annat skedde inläggning av nytt golv, omläggning av takpanelen, insättning av innanfönster. Samtidigt installerades en värmeanläggning i kyrkan, för vilken den gamla sakristian togs i bruk som pannrum. 
Sommaren och hösten 1960 undergick kyrkan en omfattande restaurering, ledd av arkitekten Axel Forssén. Själva kyrkorummet minskades genom att altarpartiets skärmvägg framflyttades något och utbyggdes till en hel kortvägg. Bakom den nya altarväggen inbyggdes sakristia, rum för dopgäster samt förstuga. Altaruppsatsens mittfält byttes ut mot en målning föreställande Jesu dop och signerad Gunnar Erik Ström, 1960. Dess arkitektoniska inramning härrör dock från 1882 års altaruppsats. Altaruppsatsens borttagna mittfält placerades i stället mitt på östra långväggen, ovanför det ursprungliga altarets plats. 

## Inventarier
- Predikstolen är fyrkantig, har ljudtak med duva och är placerad i norr, öster om altaret.
- Dopfunt av snidat trä, från mitten av 1600-talet, med sexsidig cuppa.
- Dopfat av driven mässing och silver från 1600-talet med druvklasar runt kanten och i botten en dubbelörn.
- Ett krucifix från 1600-talet, som i korsändarna pryds av evangelistsymbolerna, hänger på den västra långväggen.

### Klockor
Det finns tre kyrkklockor, varav lillklockan är den äldsta och av senmedeltida typ. Den är rikt dekorerad med myntavbildningar, en stående Mariafigur, ett helgon och ett gjutarmärke.

### Orglar
- 1879 invigdes en orgel av Anders Victor Lundahl, Malmö. Den provspelades dagen innan invigningen den 12 juli av Musikdirektör Elfåker från Göteborg som lovordade arbetet. [7]
- Orgeln på västra läktaren är tillverkad av A. Magnusson Orgelbyggeri AB 1949. Den har 18 stämmor, två manualer och pedal. Orgelfasaden från 1879 är inte ljudande.
- Kororgeln är enligt uppgift byggd 1826 av Claes Constantin Rosendahl för Engelska kyrkan, Göteborg och skänktes till Lycke kyrka 1872. Den restaurerades 1950 och 1997. Instrumentet har fyra stämmor och är mycket välbevarat.[8]

## Bilder

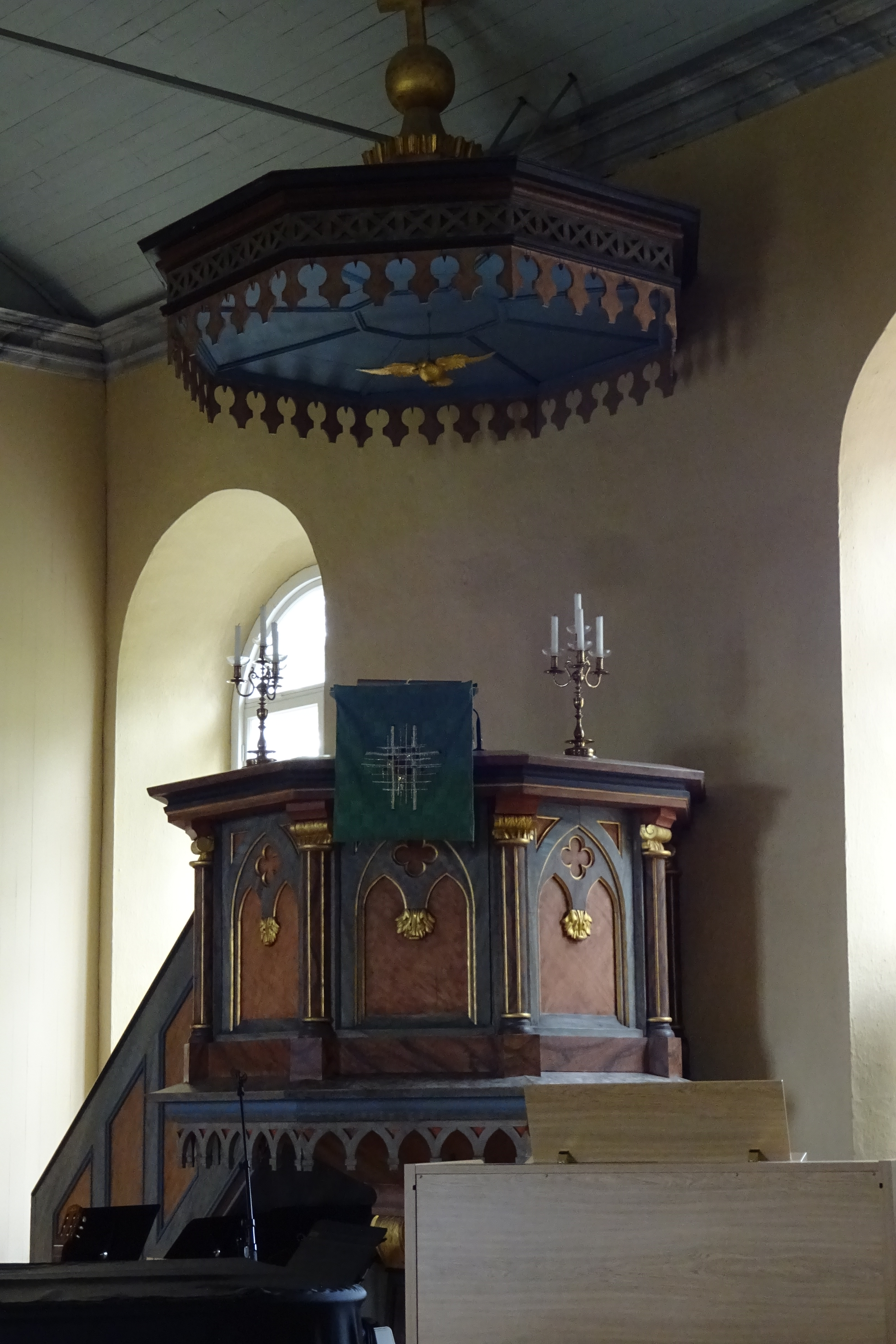
Predikstolen.
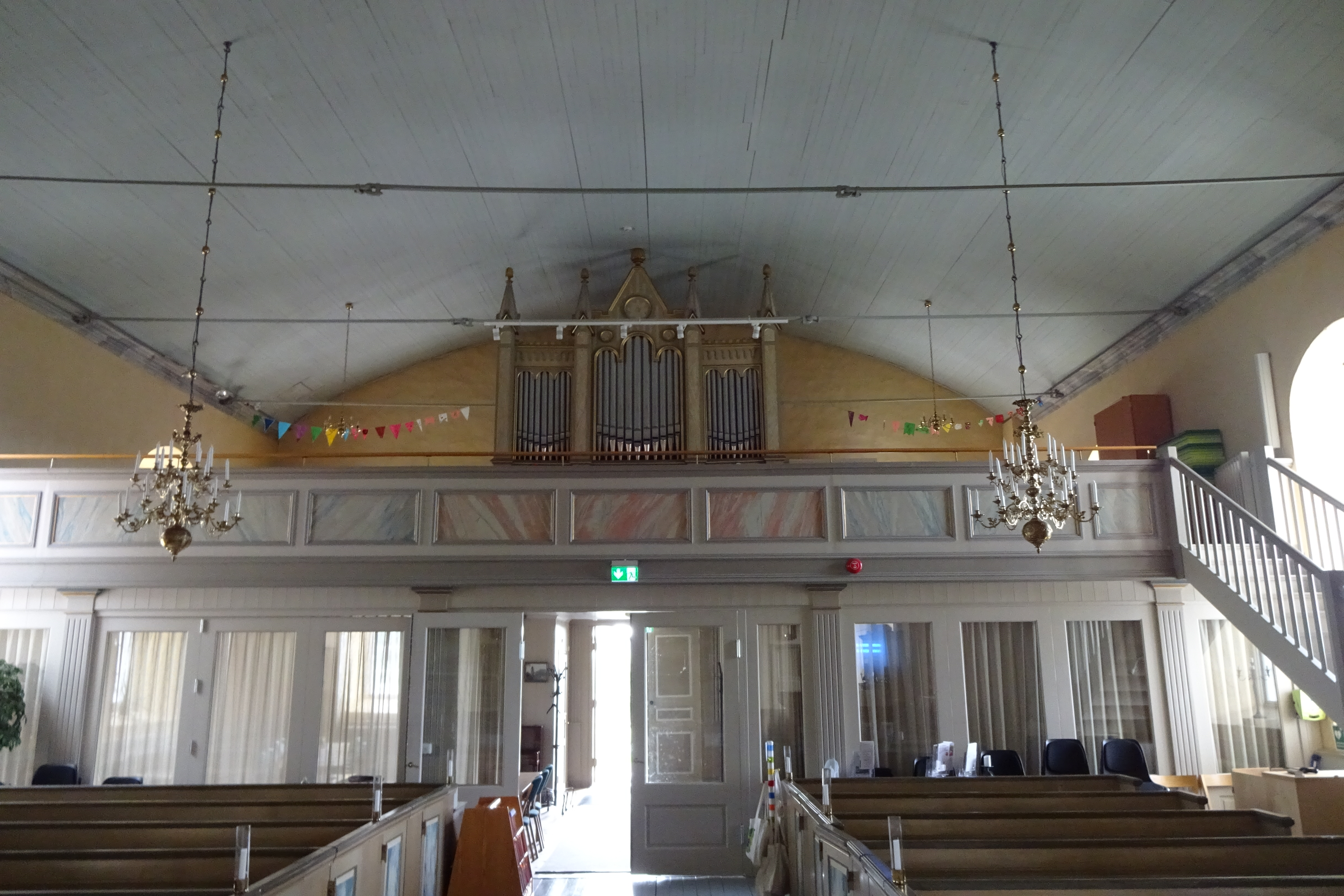
Orgelläktaren.
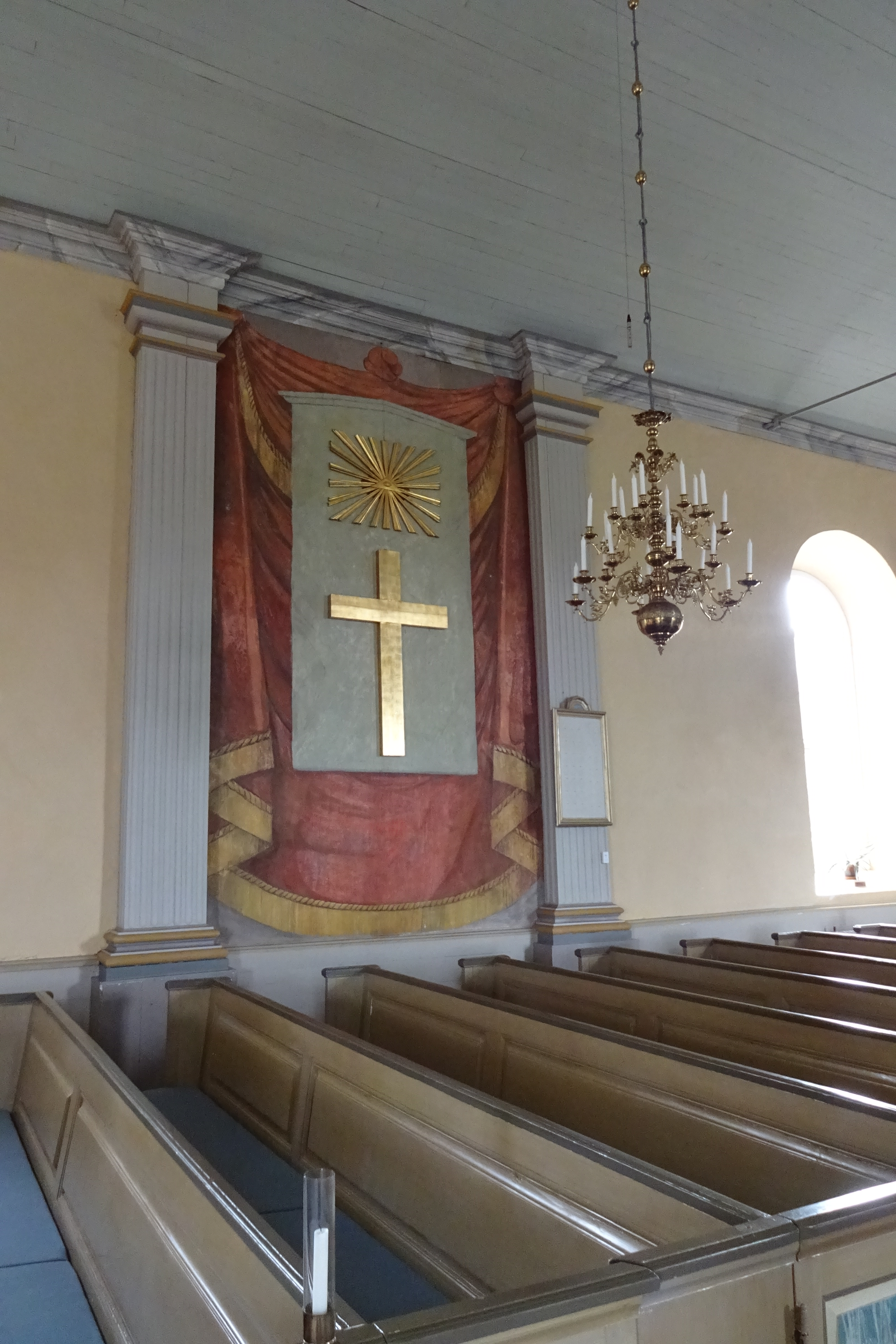
Interiör.